# Uredopeltis guettardae
Uredopeltis guettardae är en svampart som beskrevs av Buriticá & J.F. Hennen 1998. Uredopeltis guettardae ingår i släktet Uredopeltis och familjen Phakopsoraceae.   Inga underarter finns listade i Catalogue of Life.